# Distrito de Maevatanana
Maevatanana es un distrito de la región de Betsiboka, en la isla de Madagascar, con una población estimada en julio de 2014 de 155 095 habitantes.
Se encuentra ubicado en el centro-norte de la isla, cerca de la Reserva Kasijy.